# RFB
RFB (anglicky remote framebuffer, vzdálený framebuffer) je v informatice jednoduchý protokol určený pro vzdálený přístup ke grafickému uživatelskému rozhraní (nejčastěji prostřednictvím počítačové sítě). Protože je RFB protokol založen na framebufferu, je možné ho použít v nejrůznějších systémech, které pracují v grafickém režimu a používají okna (tj. včetně X Window System, Microsoft Windows a Mac OS X). RFB protokol je používán pro VNC (Virtual Network Computing) a jeho odvozeniny.
Původně jednoduchý RFB byl postupně rozšířen o další vlastnosti (přenos souborů, lepší komprese, zabezpečení, ...). Pro zajištění bezproblémové kompatibility mezi mnoha rozdílnými implementacemi VNC klientů a serverů si obě strany nejprve dohodnou komunikaci s použitím nejlepší možné verze RFB protokolu a dohodnou si další parametry jako je komprese, bezpečnostní nastavení a další, které oba podporují.

## Verze RFB protokolu
Publikovány byly následující verze RFB protokolu:
| Verze   | Publikováno | Datum       | Specifikace                         |
| ------- | ----------- | ----------- | ----------------------------------- |
| RFB 3.3 | ORL         | Leden 1998  | The Remote Framebuffer Protocol 3.3 |
| RFB 3.7 | RealVNC Ltd | Srpen 2003  | The Remote Framebuffer Protocol 3.7 |
| RFB 3.8 | RealVNC Ltd | Červen 2007 | The Remote Framebuffer Protocol 3.8 |